# Rock Paper Shotgun
Rock Paper Shotgun (indicato come Rock, Paper, Shotgun o RPS) è un blog di giochi per PC, con sede nel Regno Unito, scritto da Alec Meer, Jim Rossignol, Adam Smith, John Walker, e in precedenza anche da Kieron Gillen e Quintin Smith. È stato lanciato nel luglio del 2007. Nel 2010 il sito ha collaborato con Eurogamer. Rock, Paper, Shotgun riporta le prossime uscite principali di giochi, comprendendo recensioni, anteprime, caratteristiche e interviste relative a giochi per PC e riguardanti il settore videoludico per PC.

## Collaboratori
Il sito ha attualmente sette collaboratori principali:
- Nathan Grayson è un giornalista statunitense di videogiochi.[1]
- Alec Meer è un giornalista di videogiochi che ha pubblicato articoli anche su The Independent.[4]
- Jim Rossignol è un giornalista e autore di videogiochi.[1]
- Adam Smith è un giornalista di videogiochi e ha contribuito al sito dal settembre 2011.[5]
- John Walker è un giornalista di videogiochi.[1]
- Graham Smith è un giornalista di videogiochi in precedenza direttore della rivista britannica PC Gamer. È entrato nel 2014.
- Alice O'Connor è una giornalista di videogiochi. È entrata nel 2014.
- Kieron Gillen, un cofondatore del sito, è stato un collaboratore regolare fino al 30 settembre 2010, quando ha annunciato che non sarebbe più stato coinvolto nella pubblicazione giorno per giorno dei contenuti di Rock, Paper, Shotgun, concentrandosi di più sul suo lavorare con Marvel Comics, ma avrebbe continuato comunque ad essere il direttore e occasionalmente a scrivere articoli per il sito.[6] Quintin Smith ha sostituito Gillen come scrittore sul sito nell'ottobre del 2010,[6] prima che anche Smith desse le dimissioni nel luglio del 2011.[7]

Rock, Paper, Shotgun presenta anche i contributi meno frequenti di diversi altri scrittori, tra cui Tim Stone, Phill Cameron, Lewie Procter, Robert Florence, Richard Cobbett, Brendan Caldwell, Craig Pearson, Duncan Harris, Lewis Denby, Porpentine, Cara Ellison e Cassandra Khaw.

## Contenuti
Rock, Paper, Shotgun riporta le prossime uscite principali di giochi, comprendendo recensioni, anteprime, caratteristiche e interviste relative a giochi per PC e riguardanti il settore videoludico per PC.
Alcune delle frequenti categorie di storie pubblicate su RPS includono:
- Diary: impressioni su di un gioco presentati sotto forma di 'diario', spesso dal punto di vista di molti scrittori. Questi articoli sono diversi dalle recensioni in quanto non cercano di valutare oggettivamente un gioco, ma solo per presentare le esperienze degli scrittori che giocano.
- The Fixer: una sezione con guide su risoluzioni di problemi riguardanti i giochi.
- The Flare Path: notizie e impressioni settimanali su giochi di simulazione e di guerra, scritte da Tim Stone.[8]
- Kickstarter Katchup: una rassegna settimanale di giochi per PC finanziati su Kickstarter.[9]
- RPS Bargain Bucket: una rassegna settimanale di download di giochi scontati disponibili da siti videoludici.
- The Sunday Papers: una rassegna settimanale di notizie ludiche correlate.
- Wot I Think: recensione di un particolare gioco, che include il pensiero del recensore riguardo al gioco in base alla sua esperienza di prima mano.
- Live Free, Play Hard: una rassegna settimanale di videogiochi indipendenti gratis, scritta da Porpentine.[10]
- Hard Choices: una sezione riguardante l'uscita di hardware per PC e le relative raccomandazioni di acquisto, scritta da Jeremy Laird.[11]
- Cardboard Children: notizie e recensioni di giochi da tavolo, scritte da Robert Florence.[12]

## Bulletstorm/controversia di Fox News
L'8 febbraio 2011, il gioco Bulletstorm è stato preso sotto esame da Fox News Channel con un articolo di John Brandon e più tardi, il 20 febbraio 2011, attraverso la trasmissione televisiva e un altro articolo. Il gioco è stato preso di mira per la sua durezza, per il comportamento greggio (come ad esempio di mirare e sparare contro i genitali del nemico) e per varie allusioni sessuali. Accanto a Fox News si è schierata una psichiatra di nome Carole Lieberman, che ha commentato: "I videogiochi, sempre più sfacciatamente, collegano sesso e violenza ad immagini, azioni e parole. Questo per far sì che, attraverso il forte impatto psicologico, vengano raddoppiati l'emozione, lo stimolo e l'incitamento ad atti del genere. L'aumento di stupri può essere attribuito, in gran parte, alla riproduzione di tali scene nei videogiochi". Altri reclami sostengono che il gioco potrebbe raggiungere un pubblico molto giovane come bambini di nove anni, e che il sangue e le parolacce potrebbero traumatizzare gravemente un bambino di quella fascia d'età. Queste affermazioni sono state ampiamente ridicolizzate tra i siti videoludici tra cui Rock Paper Shotgun, che gestiva una serie di articoli che screditavano le relazioni di Fox News e che analizzavano le affermazioni della Lieberman, ritenute dal sito insufficienti. Fox News ha ammesso che erano stati contattati da Rock Paper Shotgun e che hanno risposto ai reclami di Rock Paper Shotgun, attraverso il suo articolo il 20 febbraio 2011, affermando che il gioco rimaneva una minaccia per i bambini.